# SR-1ベクトル
SR-1(Специальная Разработка-1 ロシア語で"特別開発-1"の意味)は、ロシア連邦のTsNIITochMashにて1996年に開発された9x21mmギュルザ弾を使用する半自動式拳銃である。
現在、この銃器はSR-1Mとして生産されている。

## 開発
この拳銃は法執行機関および特殊部隊にてAPSを代替するために1980年代に開発が発足した。TTZの要求には以下の要素が含まれた。
- 最大100mの最大射程
- ボディーアーマーに対する貫通力
- 車両や非装甲障害の貫通および無力化が可能

このような拳銃の需要が発生した要因には、世界の軍隊や犯罪グループにまでもボディーアーマーが普及し、既存の拳銃では貫通することが困難になったためである。
1991年にロシアの拳銃の採用トライアルである"グラッチ"の一環としてTsNIITochMashは新型の9mm口径の弾薬(のちの9×21mm «ギュルザ»弾)を開発し、それを使用する拳銃も合わせて開発することに決定した。
ピョートル・イヴァノヴィチ・セルジュコフが率いるTsNIITochMashの設計チームは"グラッチ"の技術的要件に従い新規開発した9mm口径弾のRG052を使用するPSという試作型を2種開発した。
1993年にはFSBの指定したTTZに基づきPSの改良型のヴェクターが開発された。1995年にPSおよびヴェクターの特許が認証され、新しく指定されたTTZに基づいたRG055というモデルが開発された。RG055は法執行機関の特殊部隊にて一部運用された。これらの発展を受けてロシア連邦安全保障省の専門家からRG055および使用弾薬のRG054の利点を評価され、"グラッチ"から独立し、"ヴェクター(べクトル)"としてRG055の改良と"ヴェレスク"としてRG054を使用する短機関銃(のちのSR-2 «ヴェレスク»)を開発するよう命令した。
またVTTV-1996という1996年に行われた軍事展示会にてRG055Sという海外輸出向けモデルが公開されるなど輸出も積極的に進められた。
1996年にRG055はSR-1に改良され、使用弾薬のRG054も9×21mm PS／SP-10弾に改良された。その後SR-1はTsNIITochMashにて量産が開始された。これらのSR-1と
SR-1は改良され、改良型は2003年にロシア陸軍にSPS(9-мм Самозарядный Пистолет Сердюкова ロシア語でセルジェコフ自動装填拳銃の意味)として採用された。

## 構成
作動方式はショートリコイルで、リターンスプリングはPMやAPSと同じく銃身上に置かれているがそれらの拳銃とは異なり先端にリターンスプリングの停止器具が取り付けられている。銃身はクロムメッキ処理されている。SR-1には従来のマニュアルセイフティはないが、トリガー機構を解除するグリップセイフティと、トリガーを押していない時の発射を防止するトリガーセイフティを装備している。さらに、ハンマーもハーフコックにしないとシアーが作動せず、ダブルアクション射撃が可能。
フレームにはプラスチックを多用しているが、スライドやグリップやトリガーガード以外の部分には従来通り金属で構成している。トリガーガード全面は窪んでおりセレーションがあるため指置きとして使用することができる。アイアンサイトは非反射性仕上げが施され、白い点があるため暗い状況でも問題なく照準できる。

## 派生型

### RG055
最初の試作型にあたるモデルで、1996年に2000挺ほどが先行生産された。濃い灰色の樹脂でグリップからトリガーガードが構成されており形状も若干異なる。

### RG055S «ギュルザ»
RG055の海外輸出仕様。外見仕上げに差異がある。«ギュルザ»の愛称の通りスライド右側廃莢口下あたりに蛇のマークが彫られている。

### SR-1
1996年12月〜2000年までにFSBやFSOなどの特殊機関、部隊向けに生産された。グリップにはTsNIITochMashの企業ロゴであるフクロウのマークが彫られている。マイヤクで生産されたモデルではフクロウではなく円に囲まれた数学記号"ラジカル"が彫られている。

### RG060 «ギュルザ»
SR-1の海外輸出仕様。

### SPS／セルジェコフSPS
2000年からロシア国防省とSVRの特殊部隊向けに生産されているモデル。マガジンリリースボタンの形状が変更されたほか、全体の形状も若干変更されている。現在は生産されていない。

### SR-1M
2003年からFSBとFSO向けに生産されているモデル。ほぼ全ての9×21mm弾に対応し、アイアンサイトが変更された。またスライドストップ作動時にマガジンを挿入すると自動的にスライドがリリースされるよう変更された。

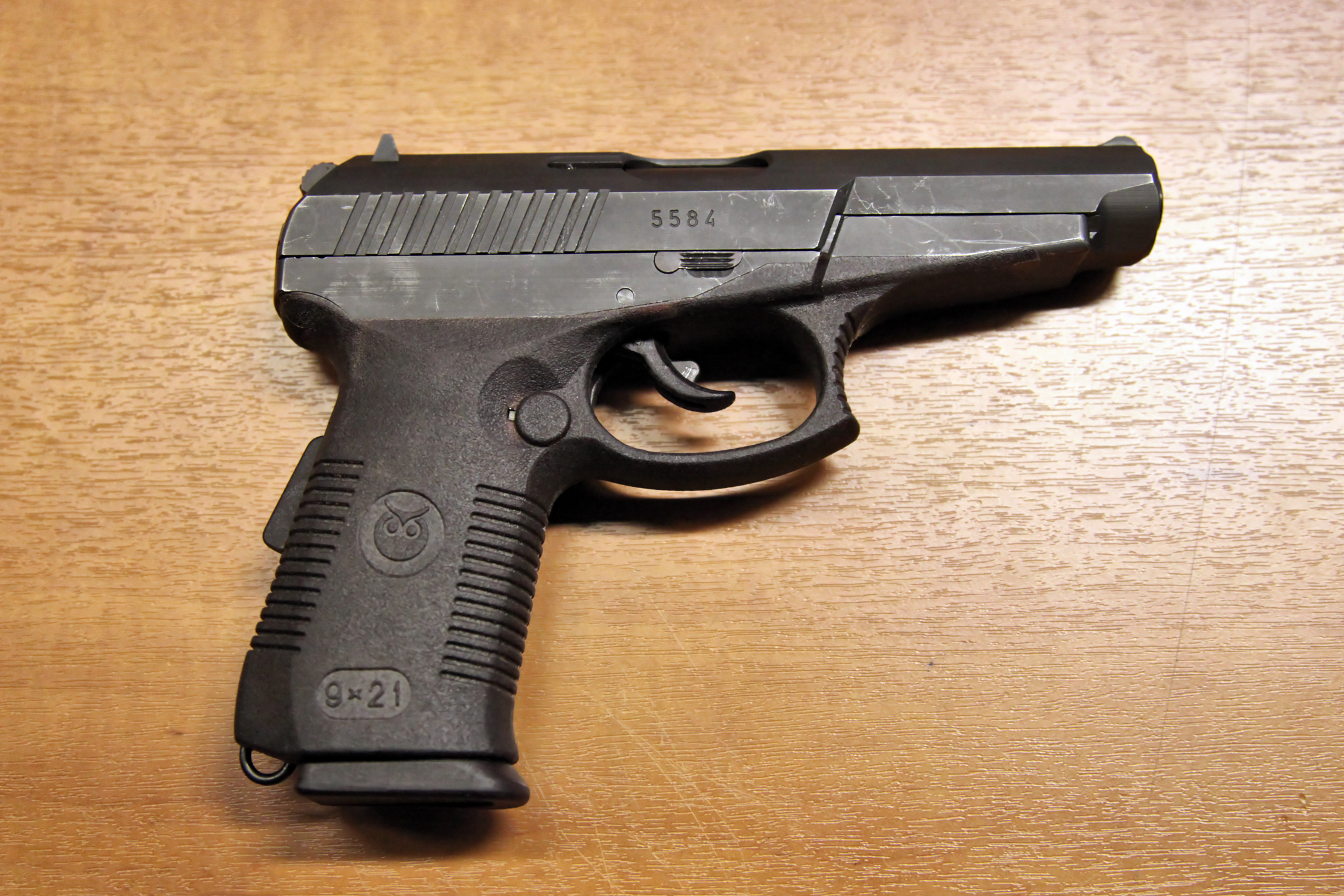
SR-1M(右側面)
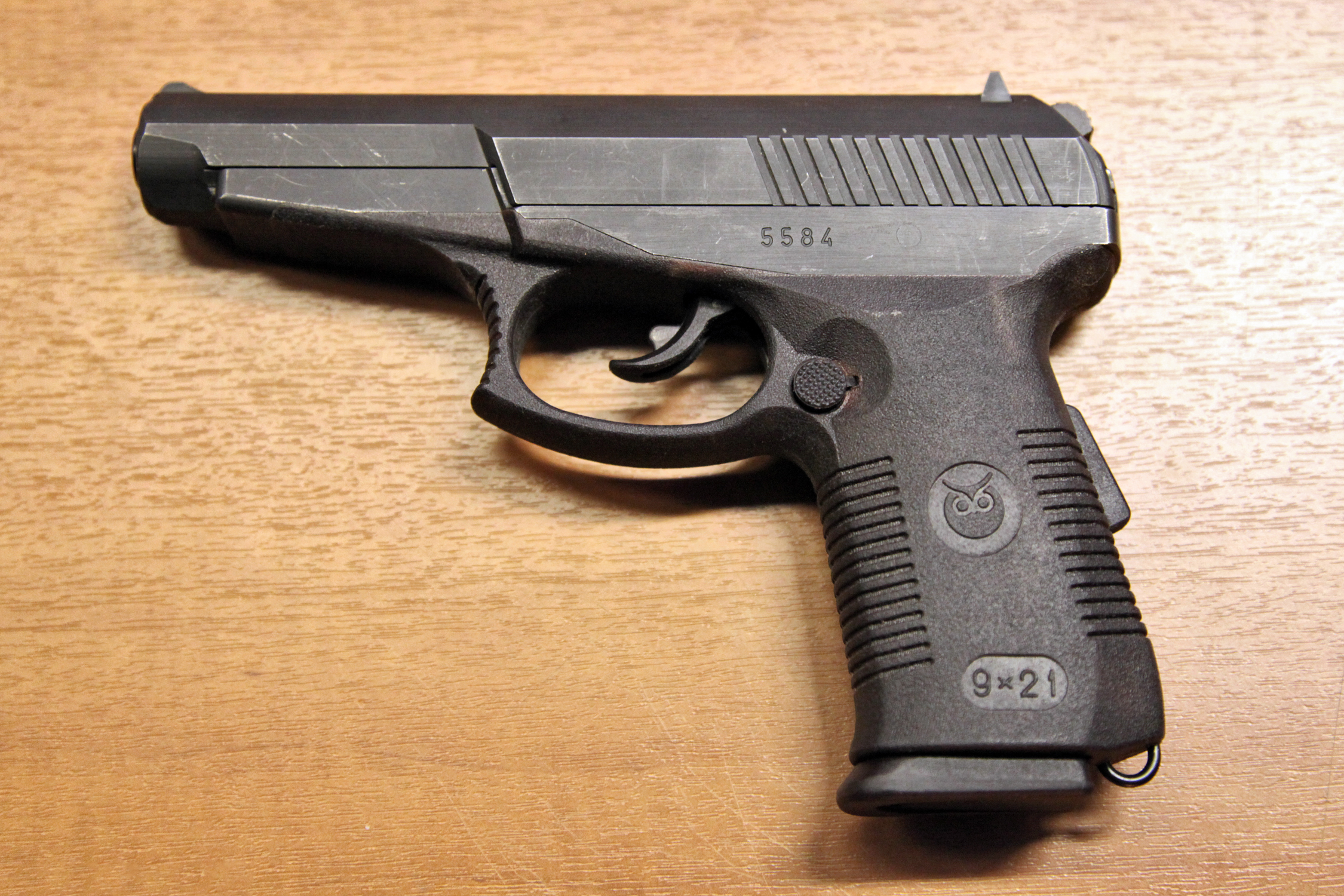
SR-1M(左側面)
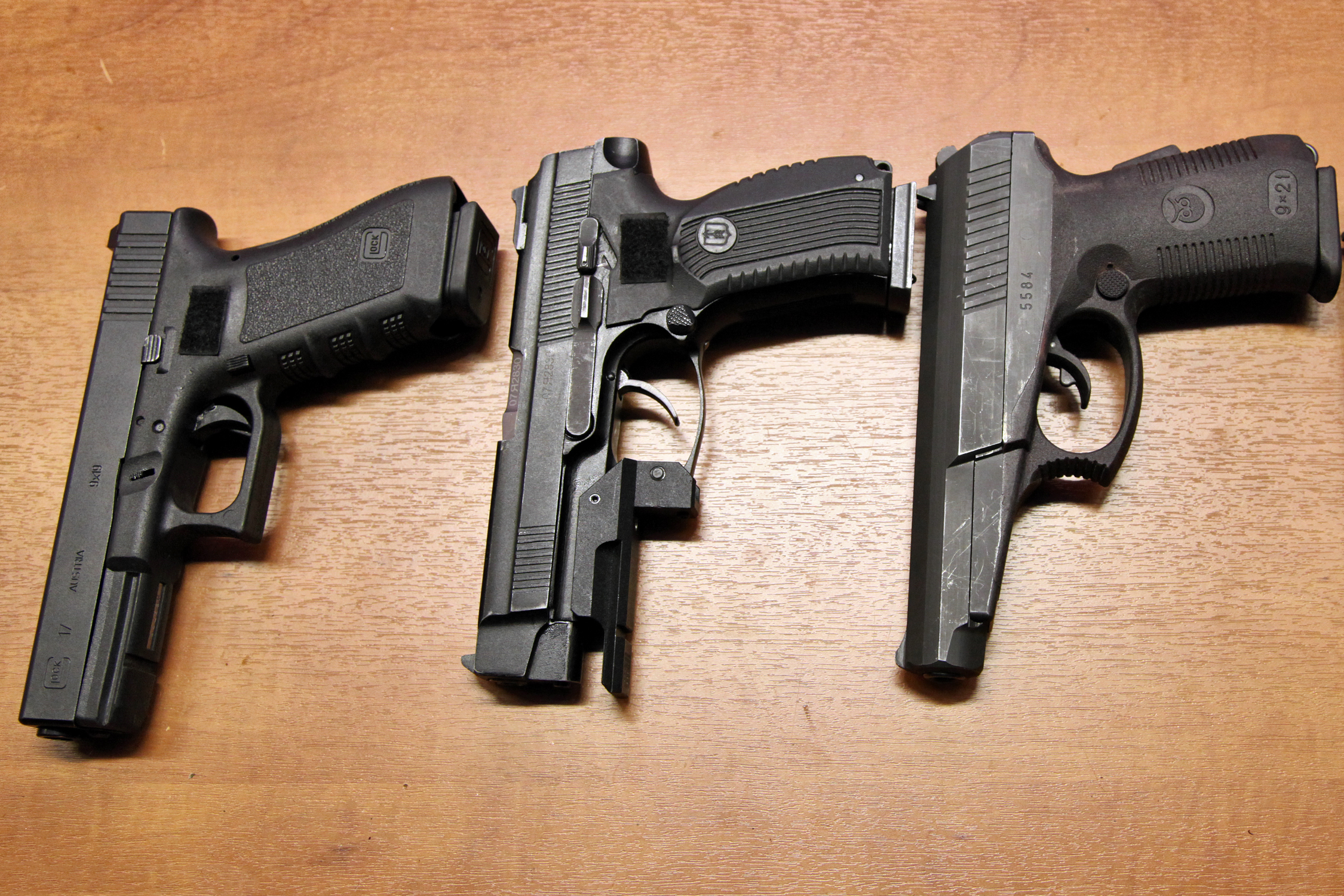
右からSR-1M、B-8アンダーレールを取り付けたヤリギン拳銃(MP-443)、グロック17 Gen.3

### SR-1MP
現在の最新モデル。スライドの前部にもセレーションを追加し、フレームにピカティニーレールが取り付けられる溝を追加した。ピカティニーレールを取り付けることで様々な光学照準器やフラッシュライトやレーザーサイトを取り付けることができる。

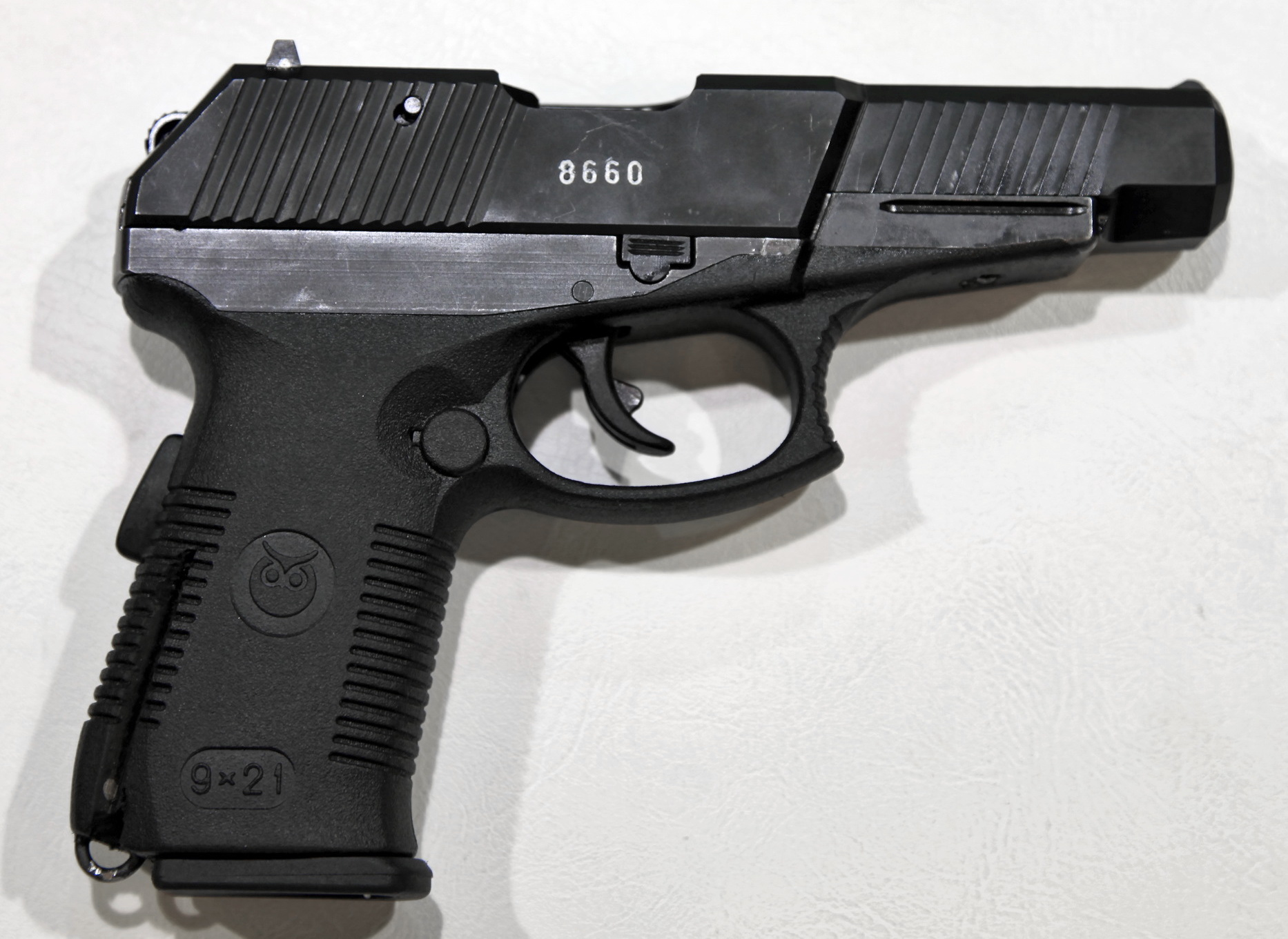
SR-1MP(右側面)
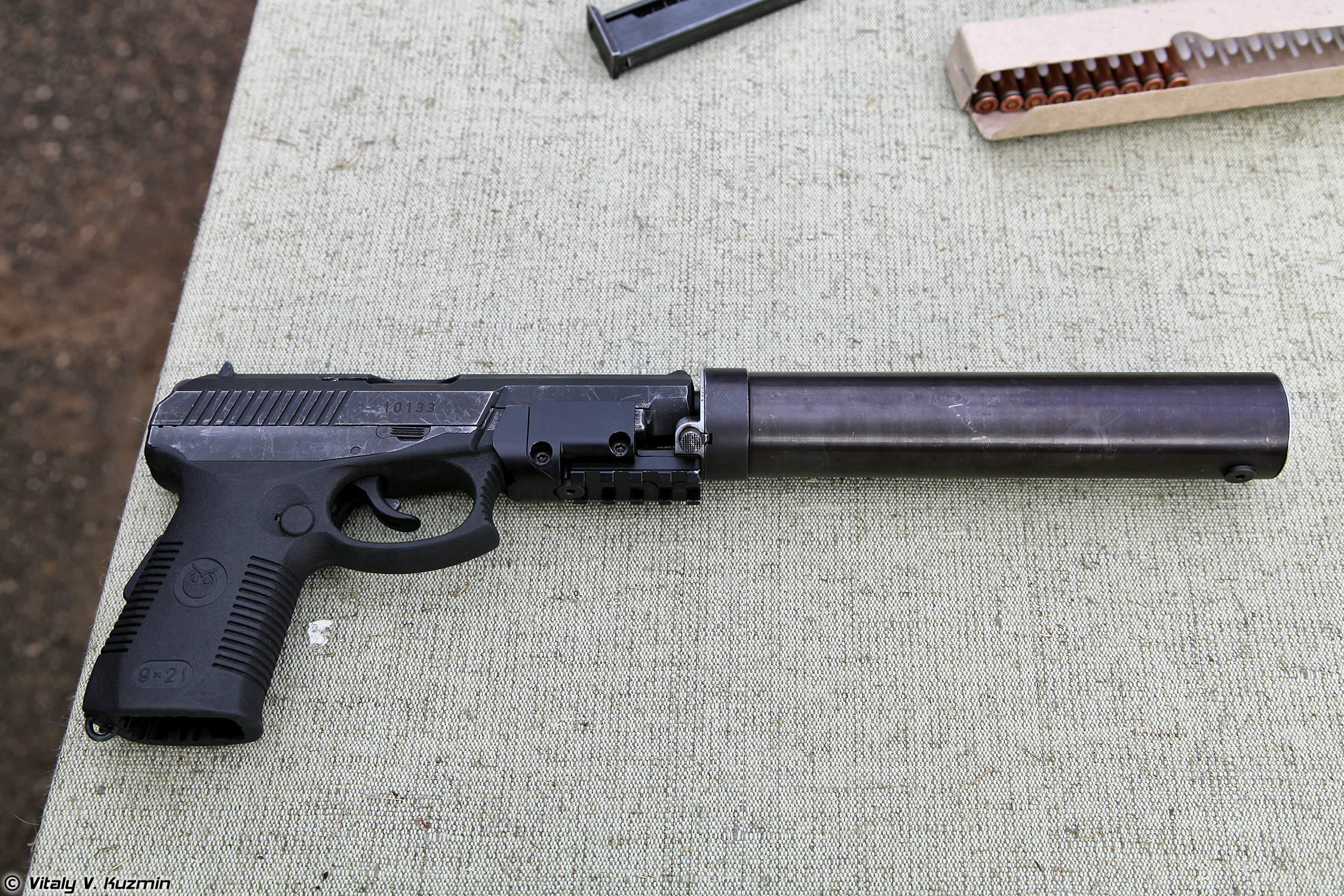
ピカティニーレールを取り付け銃口にサプレッサーを取り付けたSR-1MP
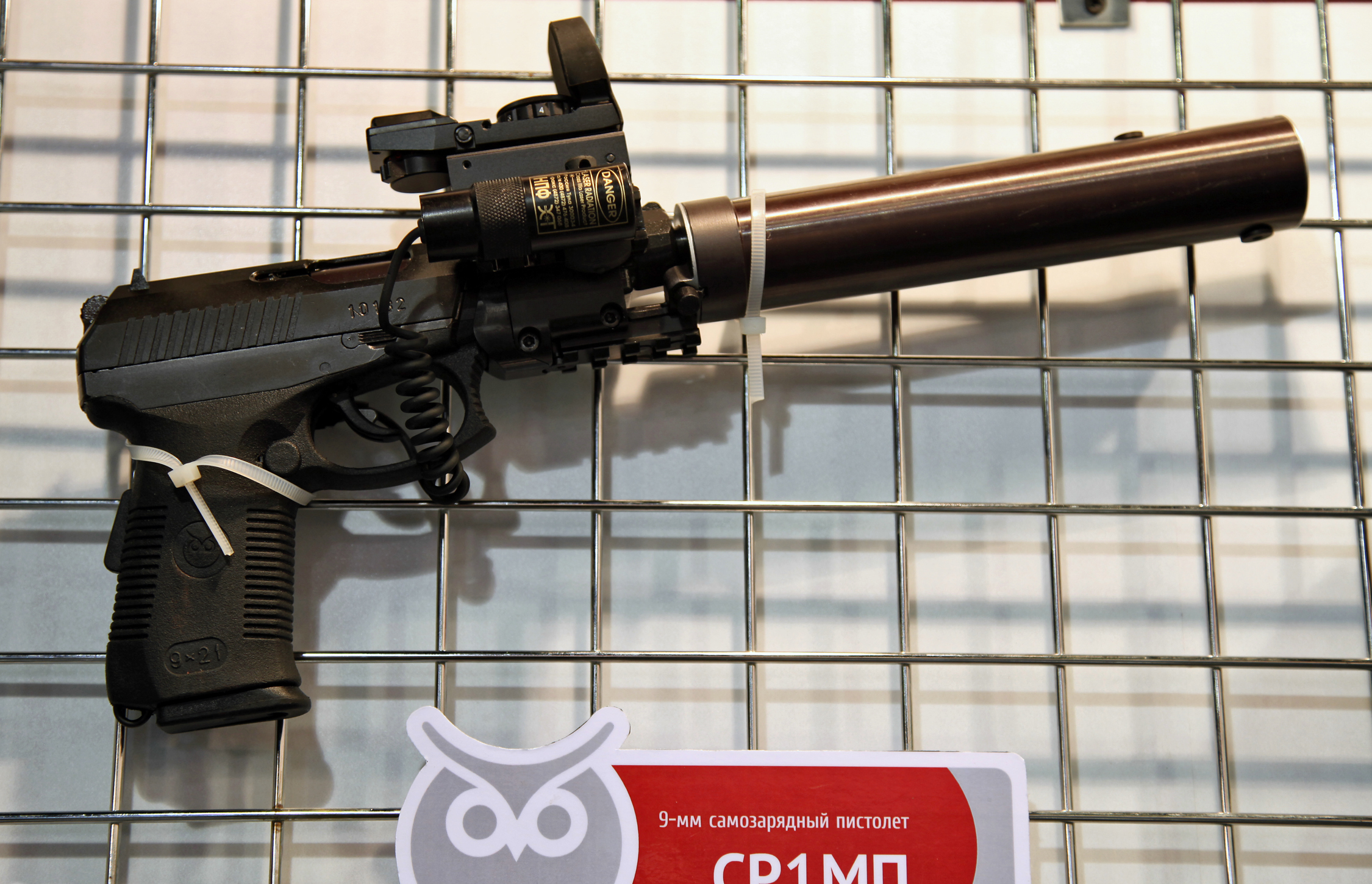
ピカティニーレールにドットサイトとレーザーサイトを取り付け、銃口にはサプレッサーを取り付けたSR-1MP

## 使用した部隊
- キルギス – キルギス共和国軍[3]
- ロシア
  - 2003年時点のロシア連邦保護局[1]
  - 2003年時点の連邦保安局[1]
  - ロシア連邦軍参謀本部情報総局 [2]